# Лусака Дайнамос
ФК «Лусака Дайнамос» (англ. Lusaka Dynamos Football Club) — замбійський футбольний клуб з міста Лусака, заснований 1979 року. Виступає у Прем'єр-лізі Чемпіонату Замбії з футболу. Домашні матчі приймає на «Стадіоні Національних Героїв», місткістю 60 000 глядачів.